# Moviment Revolució Ciutadana
El Moviment Revolució Ciutadana (en castellà Movimiento Revolución Ciudadana; MRC), és un partit polític equatorià fundat com plataforma, anomenada Fuerza Compromiso Social (FCS), per Iván Espinel. Agrupa els simpatitzants de Rafael Correa, després de la sortida de l'expresident de l'Alianza País en la disputa amb Lenín Moreno a principis del seu govern.

## Història
Sorgit com a Fuerza Compromiso Social (FCS), una plataforma política personal d'Iván Espinel, en el govern de Lenín Moreno va rebre el Ministeri d'Inclusió Econòmica i Social com a quota política i va passar a ser part de l'oficialisme, però en desembre del 2017 va renunciar, enmig de denúncies de corrupció de quan treballava a l'Institut Equatorià de Seguretat Social. Paral·lelament, s'havia produït una ruptura en el moviment oficialista Alianza País, després del viratge cap a la dreta neoliberal del govern de Lenín Moreno i el 2019, el moviment va integrar a les seves files la Revolución Ciudadana de Rafael Correa, que es va tornar la facció majoritària dins de l'organització.

### Eleccions presidencials de 2021
En desembre de 2020, Andrés Arauz va ser designat com a president de FCS. Inicialment s'havia plantejat que Arauz estigués acompanyat com a candidat a la vicepresidència de Rafael Correa, president de la República entre 2007 i 2017. No obstant això, el 16 de setembre de 2020 va anunciar que seria el comunicador Carlos Rabascall el company d'Arauz com a binomi presidencial després que la condemna de vuit anys de presó per suborn contra Rafael Correa fos ferma. La decisió va implicar també la inhabilitació de per vida de Correa per a ocupar càrrecs d'elecció popular.
Després de les eleccions presidencials de l'Equador de 2021, en les que el MRC va formar la coalició Unió per l'Esperança amb Movimiento Centro Democrático, i en les què Arauz va perdre les eleccions contra Guillermo Lasso a la segona volta, diversos dels integrants originals van abandonar el moviment i Revolució Ciutadana va convocar a una convenció nacional, a l'agost de 2021, en què es va canviar el nom a Moviment Revolució Ciutadana, i la seva imatge, i triant a l'exministra Marcela Aguiñaga com la seva presidenta.

### Eleccions presidencials de 2023
El president Guillermo Lasso va dissoldre l'Assemblea adduint una greu crisi política i commoció interna, i en la primera volta de les eleccions presidencials de l'Equador de 2023, celebrada diumenge 20 d'agost, els dos candidats vencedors van ser Luisa González del MRC i Daniel Noboa, del conservador Acció Democràtica Nacional, amb un 33,62% i un 23,43% dels vots, respectivament. Els dos es disputaren la presidència a la segona volta de les eleccions el 15 d'octubre, que va guanyar Noboa.

### Eleccions presidencials de 2025
Daniel Noboa i Luisa González van obtenir un 44,17 i 44,00% de vots respectivament i van enfrontar-se de nou a la segona volta de les Eleccions presidencials de l'Equador de 2025.

## Ideologia
L'organització es troba centrada en la figura de l'expresident Rafael Correa, adscrit a l'autodenominat socialisme del segle XXI, que ha governat part d'Amèrica Llatina a principis de segle. Defensa les autoproclamades revolucions bolivarianes, ciutadanes i altres projectes polítics part d'aquesta ideologia. Es proclamen a la vegada hereus de la revolució liberal d'inicis de segle xx, així com també d'altres moviments revolucionaris.